# Mautby
 (juillet 2023).
Mautby est une paroisse civile et un village du Norfolk, en Angleterre.